# Råtjärnen (Älvdalens socken, Dalarna)
Råtjärnen är en sjö i Älvdalens kommun i Dalarna och ingår i Dalälvens huvudavrinningsområde. Sjön har en area på 0,0621 kvadratkilometer och ligger 526,6 meter över havet.

## Delavrinningsområde
Råtjärnen ingår i det delavrinningsområde (679578-139483) som SMHI kallar för Ovan VDRID = Snipån i Dalälvens vattendragsyta. Medelhöjden är 388 meter över havet och ytan är 13,73 kvadratkilometer. Räknas de 443 avrinningsområdena uppströms in blir den ackumulerade arean 4 949,56 kvadratkilometer. Avrinningsområdets utflöde Dalälven (Österdalälven) mynnar i havet. Avrinningsområdet består mestadels av skog (71 procent) och öppen mark (11 procent). Avrinningsområdet har 0,5 kvadratkilometer vattenytor vilket ger det en sjöprocent på 3,6 procent. Bebyggelsen i området täcker en yta av 0,54 kvadratkilometer eller 4 procent av avrinningsområdet.